# SMArt 155

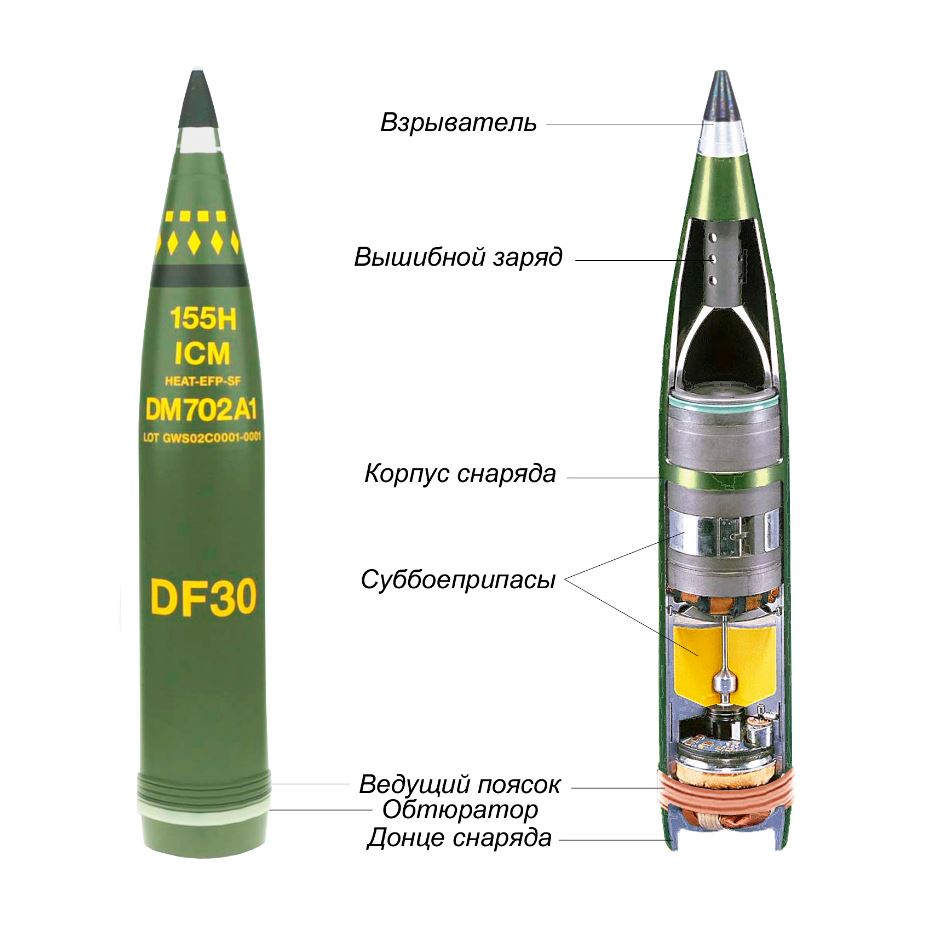
SMArt 155. Внешний вид и устройство

SMArt 155 (нем: Suchzünder-Munition für die Artillerie) - кассетный снаряд калибра 155 мм, несущий два самонаводящихся суббоеприпаса для борьбы с бронированными целями на средних дистанциях . Производитель -  компания GIWS (Gesellschaft für Intelligente Wirksysteme mbH), дочерняя компания компаний Diehl и Rheinmetall. Министерство обороны ФРГ и производители рассматривают SMArt 155 как высокоточный боеприпас, на который не распространяется действие конвенции о запрете кассетных боеприпасов.

## История
Снаряд SMArt 155 начал разрабатываться в 1989 году. Производство началось в 1998 году. Был принят на вооружение армией Германии в 2000 году под обозначением DM 702 (обозначение суббоеприпасов - DM 1489). В период с 1999 по 2012 год двумя первоначальными заказчиками, Германией и Швейцарией, был сделан 331 выстрел. При этом количество неразорвавшихся снарядов составило менее 0,6%.
В 2002 году велись переговоры о закупке 1 600 снарядов SMArt Соединенными Штатами по цене от пятидесяти до шестидесяти тысяч долларов США за единицу. Однако сделка не состоялась. Производство SMArt155 было прекращено в 2004 году после завершения контрактов с Австралией, Германией, Грецией и Швецией на более чем 12 000 снарядов. SMArt155  также выпускался по лицензии компанией  Alliant TechSystems. Было произведено около 11 000 снарядов, в том числе  для  Объединенных Арабских Эмиратов.
В конце 2017 года Diehl и Rheinmetall приняли решение возобновить производство SMArt155. Возобновление производства планируется в 2024 году.

## Описание
Снаряд соответствует стандарту НАТО STANAG-4425. Перед выстрелом взрыватель снаряда программируется на предварительно рассчитанное время подрыва. После выстрела по истечении заданного времени взрыватель срабатывает, инициируя вышибной заряд, который выбрасывает суббоеприпасы (самоприцеливающиеся боевые элементы) из корпуса снаряда. При этом у суббоеприпасов раскрываются стабилизаторы, выдвигается инфракрасный датчик поиска цели, и активируется батарея, запуская электронику. Так как суббоеприпас падает со скоростью около 300 м/с при скорости вращения 200 оборотов в секунду, его необходимо замедлить. Эта функция возложена на баллют. Под напором воздуха он раскрывается и стабилизирует суббоеприпас. Стропы баллюта закреплены на корпусе суббоеприпаса ассиметрично, что, в сочетании с действием стабилизаторов, заставляет суббоеприпас снижаться по суживающейся спирали с первоначальным диаметром около 150 метров. При этом три датчика: активный радар, также используемый в качестве дальномера, пассивный радар, и  инфракрасный датчик, активируются и начинают поиск цели. Поиск ведется в интервале высот от 200-15 метров до 20 метров. При обнаружении цели вычисляется точка прицеливания и производится выстрел по цели кумулятивным зарядом с танталовой гильзой, создающей снарядоформирующий элемент (ударное ядро), способный пробивать гомогенную броню толщиной 120 мм. Если в зоне действия суббоеприпаса не обнаружено ни одной цели, происходит самоуничтожение снаряда. Для этого существуют два независимых и дублирующих механизма. Первый осуществляет подрыв суббоеприпаса независимо от обнаружения цели при снижении ниже двадцати метров. В случае, если этот механизм самоподрыва не сработал - подключается второй, который запускается после истечения заряда батареи.

### Проблемы
Баллистику можно рассчитать достаточно точно только для первого суббоеприпаса, точку выброса второго суббоеприпаса точно определить нельзя. Кроме того, требуется точное определение а направление и скорость ветра у цели (Возможно, более чем в тридцати километрах от точки выстрела).
Эти данные могут быть рассчитаны по модели погоды (например, «WeModArt» вооруженных сил Германии).

### Технические характеристики
- Вес с взрывателем: 47 кг

- Вес взрывчатого вещества: 4,2 кг

- Длина: 898 мм[6]

- Дальность:

22,5 км при стрельбе из гаубицы с длиной ствола в 39 калибров
27,5 км при стрельбе из гаубицы с длиной ствола в 52 калибра

## Боевое применение
В 2022-м году снаряды SMArt 155 были поставлены на Украину. Применяется украинской стороной в ходе вторжения России на Украину. Зафиксировано уничтожение российских боевых машин снарядом SMArt 155.